# Adam Jansma
Adam Ludwig Jansma (Amsterdam, 10 april 1929 – aldaar, 10 november 1965) was een Nederlands beeldhouwer.
Hij had een moeilijke jeugd, zijn vader overleed toen Adam nog jong was; vervolgens brak de Tweede Wereldoorlog uit. Na de oorlog wendde hij zich tot de zeevaart. Hij volgde daarna een opleiding aan de Rijksakademie van beeldende kunsten te Amsterdam, waar hij onder andere les kreeg van beeldhouwer André Schaller.
In 1962 werd een door hem ontworpen oorlogsmonument onthuld in Amsterdam. Het hardstenen beeld draagt de naam Het buikschot en staat aan de Tugelaweg.
Jansma kwam in 1965 om het leven door een verkeersongeval.

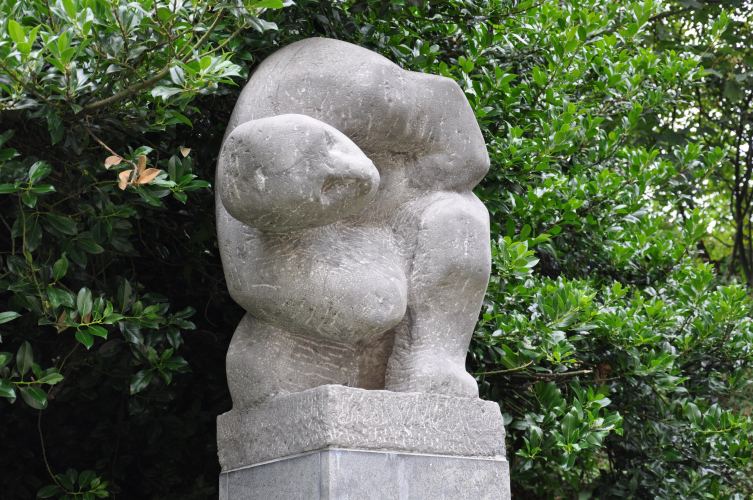
Het buikschot

## Persoonlijk leven
Hij is getrouwd geweest met beeldhouwer Nel van Lith (1932) en was vader van onder meer dichter en archeoloog Esther Jansma (1958-2025).
- Biografisch Portaal: 66378579
- RKD-Nederlands Instituut voor Kunstgeschiedenis: 41834